# Xapian
Xapian es una biblioteca de código abierto de recuperación probabilística de información, publicada bajo la Licencia Pública General (GPL/GNU). Es decir, es una biblioteca completa que sirve como motor de búsqueda de texto para programadores.
Está escrito en C++, con enlaces para permitir el uso en Perl, Python, PHP, Java, Tcl, C# y Ruby. 
Xapian es altamente portable y se ejecuta en Linux, Mac OS X, FreeBSD, NetBSD, OpenBSD, Solaris, HP-UX, Tru64, IRIX, Microsoft Windows, GNU Hurd y OS/2.

## Diseño
Xapian está diseñado para ser un conjunto de herramientas altamente adaptables que permiten a los desarrolladores agregar fácilmente indexación y búsqueda avanzada en sus propias aplicaciones.

## Otros datos
Se sabe que un número creciente de organizaciones y proyectos usan Xapian incluyendo Debian, Gmane, Die Zeit, Delicious, MoinMoin, Kiwix y OLPC.

## Características
- Transacciones: si la actualización de base de datos falla en medio de una transacción, la base de datos está garantizada para permanecer en un estado coherente.
- Búsqueda y actualización simultánea, con nuevos documentos inmediatamente visibles.
- Soporte para grandes bases de datos: Xapian ha demostrado ser escalable a cientos de millones de documentos.
- Precisa clasificación probabilística: más documentos pertinentes se muestran primero.
- Frase y búsqueda por proximidad.
- Un comentario pertinente, lo que mejora la graduación y puede ampliar una consulta, encontrar documentos relacionados, documentos, etc. categorizar
- Consultas booleanas estructuradas, por ejemplo, "Raza y "condición""
- Comodín de búsqueda, por ejemplo, "* Wiki"
- Corrección de ortografía
- Omega, una solución empaquetada para añadir un motor de búsqueda para un sitio Web o intranet. Omega puede ser fácilmente ampliada y adaptada para ajustarse a las nuevas necesidades.